# Autoroute A13 (Italie)
Pour les articles homonymes, voir A13.

Plan de l'autoroute italienne A13.

Plan de l'autoroute italienne A13.

L'autoroute italienne A13 relie Bologne et Padoue en passant par Ferrare et Rovigo. Elle est longue de 113 km. C'est la première autoroute sur laquelle on a essayé la signalisation anti-brouillard.
Son parcours se déploie entièrement dans la plaine du Pô et traverse deux régions, l'Émilie-Romagne et la Vénétie. Les seules hauteurs que l'on rencontre sur son parcours sont les collines Euganei, une fameuse zone thermale et viticole avec au centre Abano Terme. 
Du fait même de ces caractéristiques, cette autoroute est souvent couverte de brouillard l'hiver.
Le trajet commence du périphérique du chef-lieu de l'Émilie, qui raccorde ensemble aussi les autoroutes A1 (Milan-Naples) et A14 (Bologne-Tarente), tandis qu'elle s'achève à Padoue en rencontrant l'A4 (Turin-Trieste).
Elle est gérée par la société Autostrade per l'Italia.

## Tracé
| BOLOGNA - PADOVA | |        |       |           |
| Tipo             | Indicazione | ↓km↓   | ↑km↑  | Provincia |
|                  | Bologna Borgo Panigale - Bologna Casalecchio Milano-Firenze Bologna San Lazzaro - Ancona Tangenziale di Bologna | 0      | 116,7 | BO        |
|                  | Bologna Arcoveggio Tangenziale di Bologna                                                                       | 0,6    | 116,1 | BO        |
|                  | Bologna Interporto                                                                                              | 7,9    | 108,8 | BO        |
|                  | Area Servizio "Castel Bentivoglio"                                                                              | 11,7   | 105   | BO        |
|                  | Altedo | 20,5   | 96,2  | BO        |
|                  | Ferrare Sud Raccordo Ferrara - Porto Garibaldi                                                                  | 33,7   | 83    | FE        |
|                  | Ferrare Nord | 41,9   | 74,8  | FE        |
|                  | Area Servizio "Po"                                                                                              | 43,4   | 73,3  | FE        |
|                  | Occhiobello | 49,1   | 67,6  | RO        |
|                  | Villamarzana - Rovigo Sud Transpolesana - Verona                                                                | 63     | 53,7  | RO        |
|                  | Area Servizio "Adige"                                                                                           | 65,3   | 51,4  | RO        |
|                  | Rovigo Centro                                                                                                   | 70,4   | 46,3  | RO        |
|                  | Boara - Rovigo Nord                                                                                             | 74,8   | 41,9  | PD        |
|                  | Monselice | 88,6   | 28,1  | PD        |
|                  | Terme Euganee                                                                                                   | 95     | 21,7  | PD        |
|                  | Area Servizio "San Pelagio"                                                                                     | 98,2   | 18,5  | PD        |
|                  | Diramazione Padova Sud                                                                                          | 101,8* | 14,9† | PD        |
|                  | Padova Zona Industriale                                                                                         | 112,4  | 4,3   | PD        |
|                  | Milano - Venezia                                                                                                | 116,7  | 0     | PD        |

## À noter
- Près des deux extrémités se trouvent les deux plus grands interporti (aire d'échange de transport) italiens, ceux de Bologne et de Padoue.
- C'est cette autoroute qui fut choisie avec l'A4 et l'A14, pour tester les nouveaux types de radars servant à mesurer la vitesse des véhicules (autovelox) en fonction depuis fin 2005. La localité choisie était près de Occhiobello.